# 奥利瓦-德拉弗龙特拉
奥利瓦-德拉弗龙特拉（西班牙語：Oliva de la Frontera）是西班牙埃斯特雷马杜拉巴达霍斯省的一个市镇。总面积149平方公里，总人口5834人（2001年），人口密度39人/平方公里。